# Bam (ö)

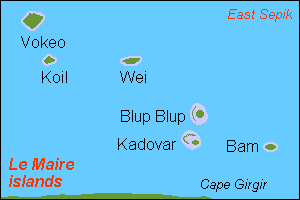
Översiktskarta

Bam (även Bäm, tidigare Lesson-ön ) är en ö bland Le Maire-öarna, Papua Nya Guinea i västra Stilla havet.

## Geografi
Bam utgör en del av East Sepik-provinsen och ligger ca 55 km nordöst om Nya Guinea som den östligaste ön bland Le Maire-öarna. Dess geografiska koordinater är 3°60′ S och 144°85′ Ö.
Ön är av vulkaniskt ursprung och har en areal om ca 5 km² med en längd på ca 2,4 km och ca 1,6 km bred. Den högsta höjden är på cirka 680 m. Den är obebodd.

## Historia
Le Maire-öarna upptäcktes troligen redan 1545 av Ortiz de Retes men föll i glömska och upptäcktes igen 1616 av Willem Schouten och Jacob Le Maire under deras expedition i Stilla havet.
Under den tyska kolonialtiden tillhörde området Tyska Nya Guinea.
Öns vulkan är tämligen aktiv och har bara under 1900-talet haft ett tiotal utbrott.